# Carey Mulligan
Carey Hannah Mulligan (Westminster, Londres, Anglaterra, 28 de maig de 1985) és una actriu que fou candidata en la 82a edició dels premis de l'Acadèmia Britànica de Cinema i Televisió, molt reconeguda per la crítica i públic a la pel·lícula de 2009 Una educació, de la realitzadora Lone Scherfig i protagonitzada juntament amb Peter Sarsgaard. El seu treball al film el valgué una nominació a l'Oscar a la millor actriu i fou una de les favorites per a guanyar el premi, encara que finalment fou Sandra Bullock qui s'alçà amb l'estatueta per The Blind Side (Un somni possible)

## Popularitat
Carey Mulligan ha estat l'actriu revelació de la 82a edició dels Oscars, encara sense guanyar el premi, tal com ho van fer en el seu moment altres candidats de gran talent com ara Elliot Page (per Juno), Amy Adams, Ryan Gosling o Amy Ryan.
Als seus 20 anys, el seu primer paper important al cinema fou el de la jove Kitty a Pride & Prejudice. Al rodatge es va fer amiga de Keira Knightley. El seu següent personatge fou en Bleak House, de la BBC, al que van seguir molts d'altres treballs televisius, com a Agatha Christie Marple: The Sittaford Mistery o My Boy Jack. El 2009 es va fer amb el paper protagonista a Una educació i ja té diversos projectes a la seva agenda, entre dels que destaquen la seqüela de Wall Street, juntament amb el seu ex novi Shia LaBeouf, i Brothers.

## Filmografia

### Pel·lícula
| Any  | Pel·lícula                                          | Rol                | Notes |
| ---- | --------------------------------------------------- | ------------------ | --- |
| 2005 | Pride & Prejudice                                   | Kitty Bennet       | |
| 2007 | And When Did You Last See Your Father?              | Rachel             | |
| 2009 | La història de Cassius Clay (The Greatest)          | Rose               | |
| 2009 | Una educació (An Education)                         | Jenny              | BAFTA a la millor actriu Nominació − Oscar a la millor actriu Nominació − Globus d'Or a la millor actriu dramàtica |
| 2009 | Enemics públics (Public Enemies)                    | Carole             | |
| 2009 | Brothers                                            | Cassie Willis      | |
| 2010 | Wall Street 2: El diners mai dorm                   | Winnie Gekko       | |
| 2010 | Never Let Me Go                                     | Kathy              | |
| 2011 | Drive                                               | Irene              | Nominació − BAFTA a la millor actriu secundària                                                                    |
| 2011 | Shame                                               | Sissy              | |
| 2013 | El gran Gatsby                                      | Daisy Buchanan     | |
| 2013 | Inside Llewyn Davis                                 | Jean               | |
| 2015 | Lluny del brogit mundà (Far From the Madding Crowd) | Bathsheba Everdene | |
| 2015 | Sufragistes (Suffragette)                           | Maud Watts         | |
| 2017 | Mudbound                                            | Laura McAllan      | |

### Televisió
| Any  | Títol                                         | Rol             | Notes                                                           |
| ---- | --------------------------------------------- | --------------- | --------------------------------------------------------------- |
| 2005 | Bleak House                                   | Ada Clare       | Paper recurrent (15 episodis)                                   |
| 2006 | The Amazing Mrs. Pritchard                    | Emily Pritchard | Paper recurrent (6 episodis)                                    |
| 2006 | Trial & Retribution X: Sins of the Father     | Emily Harrogate | Episodi: "Sins of the Father: Part 1" (Temporada 10, Episodi 1) |
| 2006 | Agatha Christie Marple: The Sittaford Mystery | Violet Willett  | Pel·lícula feta per a televisió                                 |
| 2007 | Waking The Dead                               | Sister Bridgid  | Episodi: "Boys Wren" (Temporada 6, Episodi 1)                   |
| 2007 | Doctor Who                                    | Sally Sparrow   | Episodi: "Blink" (Temporada 3, Episodi 10)                      |
| 2007 | My Boy Jack                                   | Elsie Kipling   | Pel·lícula feta per a televisió                                 |
| 2007 | Northanger Abbey                              | Isabella Thorpe | Pel·lícula feta per a televisió                                 |